# Minoru Yanagida
Minoru Yanagida (柳田 稔, Yanagida Minoru), né le 6 novembre 1954 dans la ville de Kagoshima dans la préfecture du même nom, est un homme politique japonais, membre du Parti démocrate du Japon (PDJ). Membre de la Chambre des conseillers, la chambre haute de la Diète du Japon, pour la préfecture de Hiroshima depuis 1998, il a été auparavant député à la Chambre des représentants (la chambre basse) de 1990 à 1996 pour l'ancien 3e district électoral de cette même préfecture. Il est ministre de la Justice ainsi que ministre d'État chargé de la Question des Enlèvements du 17 septembre au 22 novembre 2010 dans le 94e Cabinet du Japon dirigé par Naoto Kan.

## Études et carrière professionnelle
Bien que né à Kagoshima dans la préfecture du même nom sur l'île de Kyūshū, il est toutefois inscrit au sein du registre de résidence de Fukuyama dans la préfecture de Hiroshima, d'où sa famille est originaire. Il sort du lycée préfectoral Tsurumaru de Kagoshima en mars 1973, et intègre le mois suivant la première année de sciences à la faculté des arts de l'université de Tokyo. Sa situation financière le force néanmoins à interrompre ses études en plein milieu d'année pour travailler dans un restaurant de sushi en tant qu'apprenti du chef. 
Il reprend plus tard son cursus supérieur, à partir de 1981, au sein du département d'ingénierie navale de la faculté d'ingénierie de l'université de Tokyo. Il en sort diplômé en mars 1983. Il est le mois suivant embauché par le groupe sidérurgique Kobe Steel, Ltd. et est affecté à l'usine de Kure dans la préfecture de Hiroshima. L'entreprise est durement touchée par la crise économique liée à une montée spectaculaire du yen face au dollar américain en 1986, et doit se restructurer : l'usine de Kure est fermée en novembre 1987,. Il s'implique dans la vie syndicale de son entreprise.

## Carrière politique

### Les débuts comme représentant démocrate-socialiste
Par le biais de son syndicat, il se rapproche du Parti démocrate socialiste (PDS), mouvement ouvriériste, centriste, socialiste démocratique et anti-communiste. Celui-ci est issu d'une scission de l'aile droite du Parti socialiste japonais (PSJ) en 1960 et est traditionnellement lié à l'Union générale du travail du Japon (全日本労働総同盟, Zen-Nihon Rōdō Sōdōmei), plus connu sous le nom de Dōmei (同盟), principale fédération syndicale du secteur privé. Il prend notamment la tête de la branche jeune de la fédération du parti dans la préfecture de Hiroshima, est membre de la Commission permanente de la Ligue de Hiroshima et est secrétaire parlementaire du conseiller démocrate socialiste élu pour la préfecture en 1986 Hiroyuki Konishi. 
Après avoir échoué en 1987 à se faire élire à l'Assemblée préfectorale de Hiroshima pour la circonscription de Kure, il est choisi pour remplacer Masakatsu Okada, député depuis 1979 et qui ne désire plus se représenter, en tant que candidat du PDS aux élections législatives du 27 février 1990 dans l'ancien 3e district électoral de la préfecture de Hiroshima. Celle-ci comprend le tiers oriental de la préfecture, autour des ports industriels de Fukuyama et Onomichi. Il y est élu au vote unique non transférable en obtenant le quatrième score pour cinq sièges à pourvoir, avec 79 718 voix et 15,21 % des suffrages exprimés. Il arrive derrière deux figures importantes du Parti libéral-démocrate (PLD, grand parti de droite au pouvoir depuis sa création en 1955), à savoir Shizuka Kamei (18,59 %) et Kiichi Miyazawa (17,74 %), et un autre nouveau candidat issu du PSJ, Tatsukuni Komori (15,76 %). Mais il devance le troisième sortant du PLD et ancien ministre de l'Agriculture Moriyoshi Satō (14,02 %). Il fait ainsi sa première entrée à la Diète, à 35 ans. 
Il a gardé de son passé syndical un intérêt tout particulier pour les questions ouvrières, la défense des classes populaires et se spécialise ainsi dans son travail parlementaire sur les questions liées à la sécurité sociale et au travail. Il a continué à se concentrer sur ces questions de manière quasi exclusive pendant toute sa carrière politique, tout du moins jusqu'en 2010. Il cite comme sa priorité le fait de « penser aux travailleurs » et comme devise un enseignement de l'homme politique et samouraï de l'ère Meiji Takamori Saigō (figure de sa préfecture natale, celle de Kagoshima, et chef de la rébellion de Satsuma en 1877) qui dit : « Respecte le ciel, aime le peuple ». Il intègre ainsi immédiatement à la Chambre des représentants la Commission des Affaires sociales et du Travail ainsi que la Commission spéciale sur les Prix. 
Il est réélu aux élections législatives du 18 juillet 1993, cette fois-ci en troisième place avec 73 433 voix et 14,8 % des suffrages exprimés. S'il gagne ainsi une place par rapport à 1990, il fait un score légèrement moins bon et est plus nettement distancé par le Premier ministre libéral-démocrate en exercice de l'époque, Kiichi Miyazawa (24,96 %), et par Shizuka Kamei (18,35 %). Le pouvoir revenant à la suite de ce scrutin à une vaste coalition anti-PLD, anti-communiste dont le PDS fait partie (son président, Keigo Ōuchi, est d'ailleurs ministre de la Santé et des Affaires sociales), Minoru Yanagida préside un sous-comité parlementaire chargé des retraites, de la santé et des affaires sociales et est aussi membre de la Réunion sur les impôts de la coalition. Cette dernière ne se maintient qu'une dizaine de mois et est remplacée à la fin du mois de juin 1994 par une Grande Coalition unissant le PLD à deux composantes de l'alliance de 1993, le PSJ et le petit mouvement progressiste du Nouveau parti pionnier. L'ensemble des forces de l'union anti-PLD, anti-communiste qui n'ont pas rejoint cette Grande Coalition, ainsi que de nouveaux dissidents libéraux-démocrates, forment alors en décembre 1994 le nouveau grand parti d'opposition, le Shinshintō ou Parti de la Nouvelle frontière. Minoru Yanagida, comme l'ensemble des membres du PDS qui se dissout à cette occasion, rejoint ce nouveau mouvement. 
Il perd son siège de député aux élections législatives du 20 octobre 1996. Celles-ci sont les premières à se dérouler selon les règles introduites par la réforme électorale de 1994 : l'ancien système du vote unique non transférable est remplacé par un double mode de scrutin, l'un majoritaire uninominal à un tour dans 300 circonscriptions locales et l'autre à la proportionnelle de liste à travers 11 grands blocs législatifs correspondant plus ou moins aux régions géographiques japonaises. Minoru Yanagida se présente au vote majoritaire avec les couleurs du Shinshintō dans le nouveau 7e district de Hiroshima, soit avant tout la ville de Fukuyama. Il y est battu par le candidat du PLD et adversaire de longue date dans l'ancien 3e district, Kiichi Miyazawa, en obtenant 69 603 voix et 34,66 % des suffrages exprimés contre 95 045 votes et 47,33 % à l'ancien Premier ministre. Il connaît ainsi une retraite politique pendant deux ans.

### Conseiller démocrate
Son départ de la Diète n'est que temporaire. En effet, il brigue un nouveau mandat, cette fois-ci à la Chambre des conseillers, la chambre haute, lors du renouvellement de la moitié de celle-ci qui se tient le 12 juillet 1998. Il se présente en tant qu'indépendant (le Shinshintō a explosé en plusieurs petits partis en décembre 1997) au vote unique non transférable pour l'un des deux sièges à pourvoir dans la préfecture de Hiroshima. Il est soutenu par une association locale issue des anciens militants démocrates socialistes et du syndicat Dōmei (qui depuis a fusionné au sein du Rengō), la Fédération de la Fraternité (友愛同盟, Yūai Dōmei). Il a également l'approbation implicite du nouveau grand parti d'opposition au PLD, le Parti démocrate du Japon (PDJ, formé en 1996 par la moitié des parlementaires du PSJ et du Nouveau parti pionnier partisans d'une troisième voie, renforcé en 1998 par l'essentiel des anciens membres du Shinshintō, à l'exception des partisans néo-libéraux d'Ichirō Ozawa qui ont fondé le Parti libéral et de ceux issus du Kōmeitō). Il est opposé, dans une campagne serrée, à six autres candidats, dont deux libéraux-démocrates (Ikuo Kamei, le frère de Shizuka Kamei, et Shin'ya Okuhara) qui se sont fixé pour but de rafler la totalité des sièges. Grâce à une active campagne de terrain notamment menée par les syndicats liés au Rengō, il obtient la deuxième place, et est donc élu, avec 287 923 voix et 22,57 % des suffrages exprimés, derrière les 344 377 votes et 26,99 % à Ikuo Kamei. Il devance de peu (de 8 996 bulletins et 0,71 point) le deuxième candidat du PLD, Okuhara. 
À peine de retour à la Diète, il adhère au PDJ et en son sein à l'« Association démocrate socialiste » (民社協会, Minsha kyōkai), faction réunissant les anciens membres du PDS. Il reste par la suite un membre relativement discret de l'opposition. En dehors de ses préoccupations continues pour les affaires de sécurité social et de travail, il s'intéresse également à la politique étrangère et de sécurité, défendant notamment le principe d'« auto-défense collective » (le Japon a le droit de recourir à la force uniquement dans un but d'auto-défense de ses intérêts propres ou de ceux de ses alliés, et uniquement dans le cadre d'actions autorisées par l'ONU) et une position plutôt pro-américaine. Il est ainsi directeur en chef (ou premier vice-président) à partir d'avril 1999 de la Commission spéciale de la Chambre des conseillers sur les lignes directrices de la défense nippo-américaine, puis devient plus tard, en octobre 2005, l'un des directeurs (vice-président) de la Commission des Affaires étrangères et de la Défense. Il est sinon directeur en chef de la Commission de la Santé et du Travail en septembre 2001, ainsi que président du Conseil des affaires politiques du groupe PDJ-Shin-Ryokufūkai (nom donné traditionnellement à un groupe d'indépendants de la chambre haute associés aux démocrates) à la Chambre des conseillers. 
Il est réélu le 11 juillet 2004, en première position cette fois, devant Ikuo Kamei, avec 509 875 voix et 42,62 % des suffrages exprimés, et le 11 juillet 2010 en deuxième place (derrière Yōichi Miyazawa, fils de Kiichi Miyazawa, du PLD) avec 295 276 votes et 24,53 % des voix. Après l'arrivée au pouvoir du PDJ en septembre 2009, il devient le mois suivant président de la Commission de la Santé, des Affaires sociales et du Travail de la Chambre des conseillers. Il devient un fervent avocat de la mise en place des grosses promesses sociales du programme électoral des démocrates, et tout particulièrement d'une allocation familiale pour chaque enfant scolarisé jusqu'à la fin du collège et la gratuité des frais d'inscriptions au lycée. Ces deux mesures sont incluses dans le budget 2010 et rapidement actée en loi, l'allocation familiale étant fixé à 13 000 yens par enfant tandis que le projet de voir ce montant doublé en 2011 est remis en question en raison de la conjoncture économique et budgétaire. Il défend également l'idée d'une protection de l'emploi afin de lutter contre le travail intérimaire et précaire. Après l'élection de Naoto Kan à la présidence du PDJ en juin 2010, il devient en plus secrétaire général (et donc numéro 2) du groupe PDJ-Shin-Ryokufūkai à la chambre haute. 

### Ministre de la Justice
Après sa réélection à la tête du PDJ après une rude bataille contre Ichirō Ozawa, et sa confirmation au poste de Premier ministre, le 14 septembre 2010, Naoto Kan remanie profondément son gouvernement trois jours plus tard. Il y nomme Minoru Yanagida ministre de la Justice ainsi que ministre d'État chargé de la Question des Enlèvements. Ce choix surprend les analystes, étant donné que Yanagida n'a jamais réellement pris position ou montré un intérêt particulier pour ces questions, cela même s'il est membre de la Commission spéciale sur la question des enlèvements à la Chambre des conseillers depuis 2006.
Il est au centre d'une polémique en novembre 2010 au sujet de déclarations faite en privée devant des partisans dans sa circonscription de Hiroshima, tendant à confirmer son manque d'expertise en matière de politique judiciaire. En effet, le ministre a affirmé que ses interventions à la Diète pouvaient se limiter à deux phrases : « Je ne ferai aucun commentaire sur des affaires individuelles » et « J'agis en accord avec la loi et les preuves ». Il ajoute : « Je les utilise dès que je ne comprends pas [la question] ». Il est alors recadré par le Premier ministre Naoto Kan, indiquant que : « Il répondra sincèrement aux questions à partir de maintenant ». Les partis d'opposition, mais aussi certains parlementaires du PDJ, appellent alors à sa démission,. 
Pour couper court à l'adoption éventuelle d'une motion de censure à son encontre à la Chambre des conseillers, et pour éviter que cet incident ne retarde le vote par cette dernière d'un budget supplémentaire pour l'année 2010, Minoru Yanagida démissionne du gouvernement le 22 novembre 2010. Il est remplacé, de manière intérimaire, par le Secrétaire général du Cabinet, Yoshito Sengoku.